# 우루세이 야츠라의 테마 - 라무의 러브송
《우루세이 야츠라의 테마 - 라무의 러브송》(うる星やつらのテーマ -ラムのラブソング-)은 misono의 14번째 싱글이다.

## 수록곡

### CD
1. 우루세이 야츠라의 테마 - 라무의 러브송
  - 작사: 이토 아키라, 작곡: 코바야시 이즈미
2. 미
  - 작사·작곡: misono
3. 우루세이 야츠라의 테마 - 라무의 러브송 (instrumental)
4. 미 (instrumental)

### DVD
1. 우루세이 야츠라의 테마 - 라무의 러브송 (뮤직 비디오)
2. misono와 노래하자! 애니메이션 드레이 I (뮤직 비디오)

## 같이 보기
- 라무의 러브송